# Girl, So Confusing
«Girl, So Confusing» — песня английской певицы и автора песен Charli XCX, выпущенная 7 июня 2024 года в качестве десятого трека из её шестого студийного альбома Brat (2024). Она написала песню вместе с английским продюсером А. Г. Куком, который также помогал в ее создании, и выпустила ее на лейбле Atlantic Records. Танцевальная инди-песня «Girl, So Confusing», написанная под влиянием глитча, построена на вокале с автотюном и пульсирующей басовой линией. В ней рассказывается о напряженных отношениях Charli XCX с другой женщиной-музыкантом.
После релиза поклонники и критики строили догадки о теме песни: многие считали, что она посвящена японской и английской певице Рине Саваяме, валлийской певице Марине Диамандис или новозеландской певице Лорд. Charli XCX позже подтвердила в профильном интервью Billboard, что именно последняя стала музой для темы трека.
Ремикс с участием Лорд был выпущен 21 июня 2024 года. Ремикс основывается на тексте оригинального трека и содержит ответ от Лорд, которая рассказывает о своей неуверенности в себе. Ремикс получил всеобщее признание музыкальных критиков, многие из которых высоко оценили его текст и тематику. Он занял видное место в списках лучших песен года; Exclaim! и The Independent поместили ремикс на первое место в своих списках. В коммерческом плане ремикс вошел в топ-40 в Новой Зеландии и Великобритании, а также занял средние позиции в Австралии, Канаде и США. Ремикс получил золотой сертификат от Music Canada.

## Предыстория
Charli XCX впервые представила трек «Girl, So Confusing» в интервью The Face в феврале 2024 года. Charli XCX тогда написала, что трек «наверняка приведет серверы Deuxmoi и Discord в овердрайв», поскольку в нем «Шарли поет о непростых отношениях с неназванной исполнительницей». Позже она уточнила на своем аккаунте в TikTok, что Brat не содержит никаких «дисс-треков», за исключением главного сингла альбома, «Von Dutch» (2024). Певица написала песню как способ исследовать тонкие и сложные отношения между поп-артистками, которые они должны поддерживать друг с другом в центре внимания.

### Предположения
После выхода Brat Мей Руд из Out сообщил о предположениях фанатов, что песня может быть посвящена японской и британской певице Рине Саваяме, валлийской певице Марине Диамандис или новозеландской певице Лорд. Charli XCX и Саваяма сотрудничали над песней «Beg for You» из пятого студийного альбома Charli XCX Crash (2022) в 2022 году. В следующем году сообщалось, что отношения пары испортились из-за вражды между Саваямой и фронтменом группы the 1975 Мэтти Хили. Charli XCX помолвлена с барабанщиком группы the 1975 Джорджем Дэниелом. Предполагается, что «девушка» в названии трека — это отсылка ко второму студийному альбому Саваямы Hold the Girl (2022).

## Композиция и текст
«Girl, So Confusing» была описана как альтернативная танцевальная песня с глитча-влиянием, построенная на разговорном вокале савтотюном и пульсирующей басовой линии. Автор The New York Times Линдси Золадз написала, что в композиции присутствует «стробоскопический бит», а Миган Гарви из Pitchfork назвала песню «искрящейся» и «размазанной». Редактор PopMatters Ник Мэлоун сравнил вокал Charli XCX с вокалом американо-французской певицы Uffie, назвав его «хриплым тембром», который затем переходит в «невообразимо запоминающиеся спирали». Ханна Майлреа из NME сравнила композицию с гиперпоп-микстейпом Charli XCX 2017 года Pop 2. Автор Consequence Паоло Рагуза отметил, что вокальные сэмплы «Girl!» звучат «бодро и сдуто». По мнению Райана Булбека из Renowned for Sound, в песне использованы нечеткие синтезаторы и питчевый бэк-вокал.
После выхода песня широко обсуждалась в СМИ из-за ее тематики.
Exclaim! описал песню как «немного мелочную, немного милую, смелую, неловкую и боевую». Во время интервью с Мэттом Роджерсом и Боуэном Янгом для их подкаста Las Culturistas Charli XCX подтвердила, что уважает растущее сотрудничество между женщинами-артистками в поп-музыке, но при этом видит нюансы в этих отношениях: «Я не думаю, что вы становитесь плохой феминисткой, если, возможно, не с каждой женщиной у вас складываются хорошие отношения. Человеческая природа не такова. Между нами существует конкуренция. Есть зависть. Есть товарищество. Все это разные динамики».

## Коммерческий успех
Композиция «Girl, So Confusing» заняла 28-е место в UK Singles Chart. Трек продержался в чарте пять недель. Он дебютировал под номером 63 в Billboard Hot 100 и продержался в чарте две недели. Он достиг своей вершины на 3-м месте в чарте Hot Dance/Electronic Songs и занял 17-е место в чарте по итогам года. В дополнительных чартах Billboard Dance/Electronic Streaming Songs и Dance/Electronic Digital Song Sales, трек занял второе место, уступив совместной работе американского диджея Marshmello и американского певца Кейна Брауна «Miles on It». Он стал самым успешным синглом в чартах для обоих артистов. В канадском Canadian Hot 100 трек добрался до 57-го места и продержался в чарте две недели. В австралийском чарте ARIA Charts он достиг 50-го места. Также был на 59-й строчке в Billboard Global 200. В Новой Зеландии песня была на 24-м месте. Она получила золотой сертификат от Music Canada за продажи в 40 000 единиц.

## Ремикс Лорд

### Предыстория и релиз
Charli XCX пыталась связаться с Лорд для сотрудничества почти год, но так и не смогла встретиться с певицей для написания материала. В интервью Billboard она заявила, что это «говорит о повествовании самой песни». За день до выпуска Brat Charli XCX отправила Лорд голосовую записку, объяснив, что она была вдохновением для песни. Она рассказала новозеландскому радиодиджею Зейну Лоу на его шоу Apple Music 1, что была готова к тому, что Лорд «никогда больше с ней не заговорит». Из-за разницы в часовых поясах Шарли и Лорд, которая живет в Новой Зеландии, она услышала песню раньше, чем получила сообщение от Шарли. Лорд ответила мгновенно, однако извинилась за свои действия и предложила ей принять участие в ремиксе трека. Charli XCX рассказала, что на создание ремикса ушло три дня.
После выхода Brat Лорд похвалила альбом в своем Instagram Stories, заявив, что это «единственный альбом, который она когда-либо предварительно сохраняла». 11 июня 2024 года Лорд посетила концерт Charli XCX в бруклинском Paramount Theater. Charli XCX объявила о сотрудничестве с Лорд 20 июня 2024 года, наняв команду маляров, которые нарисовали имя Лорд на белой стене в Гринпойнте, Бруклин. Ремикс на трек с Лорд был выпущен на следующий день. Ремикс был включен в качестве десятого трека в ее первый альбом ремиксов Brat and It’s Completely Different but Also Still Brat. Они исполнили ремикс на шоу Charli XCX и Troye Sivan’s Sweat в Мэдисон-сквер-гарден.
В апреле 2025 года совместная работа была номинирована на премию New Zealand 2025 Aotearoa Music Awards в категории «Сингл года».

### Темы и интерпретация лирики
Ремикс развивает тему сложной и конкурентной динамики в женской дружбе, ревности, неуверенности в себе и соперничества,, и предоставляет ответ от Лорд, которая в своем куплете исследует свою борьбу с образом тела, неупорядоченным питанием и уверенностью в себе. Критики назвали стихи Лорд «честными», «уязвимыми», и «катарсическими».

### Отзывы
После выхода песня получила всеобщее признание музыкальных критиков, многие из которых высоко оценили ее текст и тематику, назвав ее одним из самых важных моментов года в поп-культуре. Джейсон П. Фрэнк и Алехандра Гуларте написали в Vulture, что слова Лорд «вписываются непосредственно в мир Brat» благодаря своей честности.
Джереми Д. Ларсон из Pitchfork удостоил песню звания «Лучший новый трек», назвав ее «встречей умов, когда две великие поп-звезды становятся уязвимыми и самоанализируются, создавая в процессе переломный момент в поп-музыке». Автор Clash Робин Мюррей назвал его знаковым и откровенным, поставив ему 9 баллов из 10. Редактор The New York Times Линдси Золадз назвала ее освежающим моментом, а критик из Exclaim! Каэлен Белл выбрала ее в качестве одного из избранных редакцией треков, заявив, что это был «переломный момент» среди «успокаивающей терапии и напряженного расширения прав и возможностей», распространенных в «последнее десятилетие поп-музыки». Кроме того, Деррик Россиньоль из Uproxx отметил песню как «Лучшую новую поп-композицию», а автор The Guardian Алим Херадж назвал ее самым мощным поп-моментом года.

### Итоговые списки
| Критик/Организация | Ранг | Год  |
| ------------------ | ---- | ---- |
| Business Insider   | 1    | 2024 |
| Exclaim!           | 1    | 2024 |
| The Independent    | 1    | 2024 |
| The New York Times | 2    | 2024 |
| The Guardian       | 3    | 2024 |
| Consequence        | 3    | 2024 |
| NME                | 4    | 2024 |
| Billboard          | 6    | 2024 |
| Pitchfork          | 9    | 2024 |
| Rolling Stone      | 9    | 2024 |

| Критик/Организация | Ранг | Год  |
| ------------------ | ---- | ---- |
| Paste              | 16   | 2024 |
| Pitchfork          | 25   | 2024 |

## Чарты
| Чарт (2024)                                | Высшая позиция |
| ------------------------------------------ | -------------- |
| Австралия (ARIA)                           | 50             |
| Австралия (Dance, ARIA)                    | 3              |
| Ирландия (IRMA)                            | 26             |
| Великобритания (OCC UK Singles)            | 28             |
| США (Billboard Hot Dance/Electronic Songs) | 24             |

| Чарт (2024)                                | Высшая позиция |
| ------------------------------------------ | -------------- |
| Австралия (ARIA)                           | 50             |
| Канада (Billboard Canadian Hot 100)        | 57             |
| Мир (Billboard Global 200)                 | 59             |
| Греция (International, IFPI)               | 99             |
| Новая Зеландия (Recorded Music NZ)         | 24             |
| США (Billboard Hot 100)                    | 63             |
| США (Billboard Hot Dance/Electronic Songs) | 3              |

| Чарт (2024)                                 | Позиция |
| ------------------------------------------- | ------- |
| США (Hot Dance/Electronic Songs, Billboard) | 17      |

## Сертификации
| Регион                                                                      | Сертификация | Продажи |
| --------------------------------------------------------------------------- | ------------ | ------- |
| Канада (Music Canada)                                                       | Золотой      | 40 000  |
| Великобритания (BPI)                                                        | Серебряный   | 200 000 |
| Данные о продажах + прослушиваниях приведены только на основе сертификации. |              |         |

### Комментарии
1. ↑  Первоначально ремикс назывался «The Girl, So Confusing version with Lorde».
2. ↑  Место ремикса основано на списке Линдси Золадз, составленном по итогам года. Она является одним из трех музыкальных критиков, опубликовавших свои списки по итогам года в «The New York Times».
3. ↑  Ремикс делит позицию с тремя другими песнями Charli XCX: «Guess» с участием Билли Айлиш, «360» и «Von Dutch».